# Черепанов, Лев Николаевич
Лев Николаевич Черепанов (1933 — 7 февраля 2012, Москва, Российская Федерация) — советский тренер по хоккею на траве, заслуженный тренер России, один из основателей хоккея на траве в СССР.

## Биография
До 1957 г. играл в хоккейном клубе ЦСКА.
В 1954 г. по его инициативе была сформирована мужская сборная команда СССР по хоккею на траве. В 1967 г. при его участии была образована объединенная Всесоюзная федерация хоккея с мячом и на траве.
В 1969 г. вместе с В. А. Меньшиковым он становится первым тренером сборной команды СССР, в том же году Федерация хоккея на траве СССР была принята в состав Международной федерации хоккея (ФИХ). Внес значительный вклад в успешные выступления мужской команды Советского Союза на международной арене: завоевание призовых мест на Олимпиаде 1980 года в Москве, в чемпионате Европы 1983 года и золота в Межконтинентальном кубке 1981 года.
Являлся одним из первых судей международной категории, автор первых правил по хоккею на траве.